# الدوري الوطني 2004–05
الدوري الوطني 2004–05 هو موسم من دوري الدرجة الخامسة الإنجليزي. فاز فيه نادي بارنت.